# 도요나카시
도요나카시(일본어: 豊中市)는 일본 오사카부 북부에 있는 시이다. 중핵시로 지정되어 있다.
히가시오사카시, 사카이시, 오사카시에 이어 1936년에 시로 승격한 후 오사카부에서 4번째로 많은 인구를 보유하고 있다.

## 개요
메이지 시대 이전에는 노세 가도의 중간 지점으로 번창했다. 메이지 시대 이후에는 미노 아리마 전기궤도(현 한큐 전철)의 연장과 함께 인구가 증가했다. 전후에는 오사카 도심에서 15km 이내라는 이점을 살려 북동부의 신센리 지구를 중심으로 오사카 도시권의 위성 도시, 주택 지역으로 1950년대부터 센리 뉴타운의 개발이 급속히 진행되었다. 그 때문에 하수도 등 도시 기반 설비의 정비율은 높다.
교통 면에서도 한큐 전철, 기타오사카 급행 전철과 한큐 버스에 의한 공공 교통망, 주고쿠 자동차도, 메이신 고속도로, 한신 고속도로 11호 이케다선, 신미도스지를 시작으로 하는 간선도로망, 거기에 시 북서부에 이타미 공항이 존재하는 등 매우 편리한 곳이다.
대체로 한큐 다카라즈카 본선의 옛 도요나카 지역, 오사카 메트로 미도스지선의 연장인 기타오사카 급행 전철의 센리 지구로 나눌 수 있다. 고급 주택지인 북부와 중부, 상업지인 남부로 나뉜다. 북동부의 일부분을 일본 최초의 뉴타운인 센리 뉴타운이 차지한다. 2001년 4월 1일에는 "지방분권 일괄법"에 따라 특례시로, 2012년 4월 1일에는 중핵시로 변경되었다.
만화가 데즈카 오사무의 출신지이기도 하다.

## 지리
지형적으로는 북부가 센리 구릉에 접해 높고, 오사카 평야와 접하는 남부를 향해 낮아지는 형태이다. 고기 홍적층에서 오사카 층군으로 불리는 것이 주를 이루고 모래, 자갈과 점토의 호층으로 되어 있다. 그 서쪽 가장자리에 분포하는 높이 20~50m에 느슨하게 경사진 신기 홍적층의 단구가 도요나카 대지로 불리며 시가지의 중심이 되고 있다.
이타미 공항 주변의 완충 녹지대 등을 제외하고는 거의 시가화되어 있고, 오사카부가 운영하는 핫토리 녹지가 귀중한 녹음을 제공하고 있다. 시 남부에는 다카가와강, 덴지쿠강 등 강이 많다.

## 역사
고대부터 오늘날까지 도요나카는 꽤 인구가 많은 곳이었다. 조큐의 난을 발생시킨 사건이 도요나카에서 발생한 사건과 관련이 있다.
현재의 도요나카시 지역에서는 1945년 6월 7일 이후 6월 15일, 6월 26일, 7월 9일, 7월 22일, 7월 30일까지 6차례에 걸쳐 미군의 공습을 받았다. 피해가 가장 컸던 것은 6월 7일의 공습(제3차 오사카 대공습)으로, 현재의 시 북부 주택가가 큰 피해를 입었고, 군수용으로 전용되던 당시 쇼나이초(현재의 시 남부)의 공장지대가 폭격을 받아 학생들이 동원된 부립 도요나카 중학교(현 도요나카 고등학교)와 부립 도요나카 고등학교(현 사쿠라즈카 고등학교)의 학생들 상당수가 사망했다. 사쿠라즈카 고등학교의 학생들도 많은 사상자가 발생했다. 총 6번의 공습으로 인한 피해는 피해 면적 96ha, 피해 인구 12,951명, 사망자 575명, 중경상자 898명, 피해 가옥 3,540채에 달했다.
- 1889년 4월 1일 - 정촌제 시행으로 됴요노군 도요나카촌이 성립하였다.
- 1927년 4월 1일 - 정으로 승격해 도요나카정이 되었다.
- 1929년 - 한신 합동 버스(현 한큐 버스)가 주노~이케다 구간에서 운행을 시작하였다.
- 1930년 4월 - 오카초에 도요나카 우체국이 개국하였다.
- 1933년 10월 - 도시계획법이 도요나카초에 적용되었다.
- 1934년 9월 21일 - 무로토 태풍으로 인해 폭풍우가 발생하여 쇼나이 초등학교, 구마노다 초등학교의 목조 교사가 강풍으로 붕괴되어 다수의 어린이가 깔리는 사고가 있었다.
- 1935년 8월 10일 - 집중호우로 인해 정내 약 500가구가 침수되는 피해를 입었다.
- 1936년 10월 1일 - 도요노군 아사다촌, 사쿠라다니촌, 구마노다촌이 합병해 오사카부에서 4번째로 시로 승격해 도요나카시가 되었다. 합병 후 인구 38,770명, 세대수 7,977세대. 행정구역 면적 18.18㎢.
- 1947년 3월 15일 - 도요노군 나카테시마촌, 미나미테시마촌, 오조네촌을 편입하여 인구 76,314명, 세대수 18,020세대, 행정구역 면적 28.14㎢가 되었다.
- 1955년 1월 1일 - 도요노군 쇼나이정을 편입하여 인구 127,678명, 세대수 29,251세대, 행정구역 면적 36.60㎢(오사카시 요도가와구와의 경계 미정 지역을 제외한 면적은 36.39㎢)가 되었다.

## 교통

### 철도
- 한큐 전철
  - 다카라즈카 본선
  - 고베 본선

- 기타오사카 급행 전철
  - 난보쿠선

- 오사카 고속철도
  - 오사카 모노레일 본선

### 도로
- 주고쿠 자동차도
- 한신 고속도로 11호 이케다선
- 국도 제171호선 (일본)(일본어판)
- 국도 제176호선 (일본)(일본어판)
- 국도 제423호선 (일본)(일본어판)
- 국도 제479호선

## 인구
| 연도                           | 인구    | ±%     |
| ------------------------------ | ------- | ------ |
| 1950                           | 102,304 | —      |
| 1955                           | 127,678 | +24.8% |
| 1960                           | 199,065 | +55.9% |
| 1965                           | 291,936 | +46.7% |
| 1970                           | 368,498 | +26.2% |
| 1975                           | 398,384 | +8.1%  |
| 1980                           | 403,174 | +1.2%  |
| 1985                           | 413,213 | +2.5%  |
| 1990                           | 409,837 | −0.8%  |
| 1995                           | 398,908 | −2.7%  |
| 2000                           | 391,726 | −1.8%  |
| 2005                           | 386,623 | −1.3%  |
| 2010                           | 389,359 | +0.7%  |
| 2015                           | 395,479 | +1.6%  |
| 2020                           | 401,558 | +1.5%  |
| Toyonaka population statistics |         |        |

## 기후
| 도요나카시의 기후                                            | 도요나카시의 기후 | 도요나카시의 기후 | 도요나카시의 기후 | 도요나카시의 기후 | 도요나카시의 기후 | 도요나카시의 기후 | 도요나카시의 기후 | 도요나카시의 기후 | 도요나카시의 기후 | 도요나카시의 기후 | 도요나카시의 기후 | 도요나카시의 기후 | 도요나카시의 기후 |
| 월                                                           | 1월               | 2월               | 3월               | 4월               | 5월               | 6월               | 7월               | 8월               | 9월               | 10월              | 11월              | 12월              | 연간              |
| ------------------------------------------------------------ | ----------------- | ----------------- | ----------------- | ----------------- | ----------------- | ----------------- | ----------------- | ----------------- | ----------------- | ----------------- | ----------------- | ----------------- | ----------------- |
| 역대 최고 기온 °C (°F)                                       | 18.8 (65.8)       | 22.2 (72.0)       | 23.4 (74.1)       | 30.8 (87.4)       | 33.2 (91.8)       | 37.9 (100.2)      | 39.5 (103.1)      | 39.9 (103.8)      | 37.3 (99.1)       | 33.9 (93.0)       | 26.3 (79.3)       | 23.7 (74.7)       | 39.9 (103.8)      |
| 일평균 최고 기온 °C (°F)                                     | 9.6 (49.3)        | 10.4 (50.7)       | 14.1 (57.4)       | 19.9 (67.8)       | 25.0 (77.0)       | 28.1 (82.6)       | 31.8 (89.2)       | 33.8 (92.8)       | 29.6 (85.3)       | 23.8 (74.8)       | 17.8 (64.0)       | 12.1 (53.8)       | 21.3 (70.4)       |
| 일일 평균 기온 °C (°F)                                       | 5.1 (41.2)        | 5.7 (42.3)        | 9.1 (48.4)        | 14.5 (58.1)       | 19.5 (67.1)       | 23.3 (73.9)       | 27.4 (81.3)       | 28.7 (83.7)       | 24.7 (76.5)       | 18.7 (65.7)       | 12.7 (54.9)       | 7.4 (45.3)        | 16.4 (61.5)       |
| 일평균 최저 기온 °C (°F)                                     | 0.7 (33.3)        | 1.0 (33.8)        | 4.0 (39.2)        | 9.1 (48.4)        | 14.3 (57.7)       | 19.3 (66.7)       | 23.8 (74.8)       | 24.8 (76.6)       | 20.7 (69.3)       | 14.2 (57.6)       | 7.8 (46.0)        | 2.8 (37.0)        | 11.9 (53.4)       |
| 역대 최저 기온 °C (°F)                                       | −5.8 (21.6)       | −6.3 (20.7)       | −3.7 (25.3)       | −0.4 (31.3)       | 4.6 (40.3)        | 9.9 (49.8)        | 15.7 (60.3)       | 17.3 (63.1)       | 10.8 (51.4)       | 3.9 (39.0)        | 0.0 (32.0)        | −4.5 (23.9)       | −6.3 (20.7)       |
| 평균 강수량 mm (인치)                                        | 44.4 (1.75)       | 59.3 (2.33)       | 97.1 (3.82)       | 98.2 (3.87)       | 137.4 (5.41)      | 180.1 (7.09)      | 182.6 (7.19)      | 122.8 (4.83)      | 159.2 (6.27)      | 127.1 (5.00)      | 68.5 (2.70)       | 49.6 (1.95)       | 1,326.3 (52.22)   |
| 평균 강수일수 (≥ 1.0 mm)                                     | 5.4               | 6.2               | 9.2               | 8.8               | 9.7               | 11.1              | 10.6              | 7.2               | 9.9               | 8.5               | 5.8               | 6.0               | 98.4              |
| 출처: 일본 기상청 (평년값: 1991년~2020년, 극값: 1977년~현재) |                   |                   |                   |                   |                   |                   |                   |                   |                   |                   |                   |                   |                   |